# Преступление (фильм, 1976)
«Преступление» — советская кинематографическая дилогия (фильм первый — «Нетерпимость», фильм второй — «Обман» в двух сериях) режиссёра Евгения Ташкова, снятая в 1976 году на киностудии «Мосфильм» в жанре детективно-психологической драмы. Оба фильма — лидеры проката, в год премьеры их посмотрели 27 миллионов и 23,3 миллиона зрителей соответственно.

## Сюжет

### Нетерпимость
Ученик выпускного класса Владимир Каретников (Юшков) задержан при совершении двойной кражи. В суде директор школы Лидия Андреевна (Медведева) и один из педагогов Павел Сергеевич (Озеров) дают личное поручительство за молодого человека. Суд ограничивается условным осуждением. Отец Владимира — Григорий Васильевич Каретников (Стржельчик), один из руководителей крупного ткацкого предприятия, — сторонник жизненной позиции «сильной личности». Он осуждает сына не за отсутствие каких-либо этических норм, а за мелочность в выборе цели и недостаток твёрдости в её достижении. С прямого попустительства отца юноша продолжает игнорировать требования учителей, морально и физически унижать окружающих, в том числе свою знакомую Надю Коврову (Габец). Однажды на защиту девушки встаёт учитель Павел Сергеевич. Со временем, всё более разочаровываясь в своём бывшем друге Володе, Надя романтически увлекается интеллигентным педагогом. Нетерпимый к неповиновению молодой Каретников требует от девушки сохранения прежних отношений. Надя отказывает ему. В момент ссоры ей на помощь приходит Павел Сергеевич. Взбешённый Владимир ударяет учителя ножом.

### Обман
Павел Сергеевич выживает, но находится в больнице в тяжёлом состоянии. Григорию Васильевичу Каретникову сообщают о новом преступлении его сына. Он пытается навязать следствию и всем участникам происшествия версию о драке на почве юношеской ревности. Его действия тщетны: Владимира приговаривают к пяти годам заключения.
В город приезжает следователь из Москвы, майор милиции Александр Владимирович Стрельцов (Соломин). Он расследует факт покупки в столице поддельного лотерейного билета, подлинный аналог которого выиграл автомобиль. Билет, по заявлению арестованного ранее в Москве мошенника, купил некто Алексей Алексеевич Глушко (Яковлев) — начальник местного ткацкого цеха. После того, как он обратился в сберкассу за получением приза, его задерживают. Путаность показаний Глушко и крупные денежные суммы, фигурирующие в деле, дают основание для проведения проверки экономической деятельности цеха. Она быстро выявляет факты производства и реализации неучтённой продукции. Глушко легко признаёт все обвинения, но утверждает, что действовал в одиночку. В тот же день он совершает самоубийство. Дальнейшие следственные действия выявляют главного подозреваемого в организации незаконного производства — Григория Каретникова. Грамотные действия майора Стрельцова и его группы вынуждают преступников решиться на активное сокрытие улик, что позволяет задержать их с поличным.

## В ролях
| Актёр                | Роль                                                        |
| -------------------- | ----------------------------------------------------------- |
| Игорь Озеров         | учитель Павел Сергеевич                                     |
| Елена Габец          | Надя Коврова                                                |
| Виталий Юшков        | Володя Каретников                                           |
| Сергей Тимофеев      | Славка Славин                                               |
| Юрий Соломин         | майор милиции, следователь Александр Владимирович Стрельцов |
| Владислав Стржельчик | отец Володи Григорий Васильевич Каретников                  |
| Людмила Гурченко     | племянница Петра Егоровича, артистка Люба                   |
| Николай Гриценко     | отец Нади Пётр Егорович                                     |
| Борис Новиков        | Кузьма Афанасьевич                                          |
| Евгений Ташков       | режиссёр                                                    |
| Ирина Мурзаева       | бабушка Нади                                                |
| Наталья Гвоздикова   | дочь Каретникова, сестра Володи Светлана                    |
| Иван Рыжов           | потерпевший Иван Прокофьевич Квитко                         |
| Наталья Медведева    | директор школы Лидия Андреевна Дорохина                     |
| Любовь Соколова      | судья                                                       |
| Феликс Яворский      | обвинитель                                                  |
| Валентина Шарыкина   | любовница Каретникова Валерия Назарова                      |
| Ирина Шевчук         | жена Стрельцова Маша                                        |
| Сергей Яковлев       | начальник ткацкого цеха Алексей Алексеевич Глушко           |
| Григорий Гай         | Бочкарёв                                                    |
| Николай Граббе       | сварщик                                                     |
| Александр Воеводин   | Юра Глушко                                                  |
| Олег Голубицкий      | подполковник милиции Борис Иванович Шапурин                 |
| Борис Юрченко        | капитан милиции Сергей Петрович Дегтярёв                    |
| Николай Маликов      | оперативник Игорь                                           |

## Съёмочная группа
- Сценарий и постановка Евгения Ташкова при участии Рустама Ибрагимбекова
- Главный оператор — Сергей Зайцев
- Операторы-постановщики: Борис Кочеров, Пётр Шумский
- Художники-постановщики: Михаил Карташов, Леонид Платов
- Композитор — Андрей Эшпай

## Отзывы
Фильм и его тема обсуждалась в советской печати. Безусловно, в первую очередь рассматривалось влияние преступника-отца на судьбу преступника-сына. Однако в отзывах упоминается и о непривычном для кино СССР, мощном и до определённого момента притягательном образе главного героя-злоумышленника. Журнал «Семья и школа»: 

Артисту В. Стржельчику и режиссёру Е. Ташкову удаётся создать нужное впечатление, убедить нас, что Василий Григорьевич Каретников — незаурядный, сильный, что называется «крупный» человек. Он — расхититель, матёрый хищник. <…> Не убогое корыстолюбие толкнуло Каретникова на преступный путь. Мы видим, что Каретникову нужны не деньги как таковые, ему нужно испытывать холодок риска, играть — и выигрывать, а главное — каждую минуту чувствовать свою силу.
В развитии этих идей журнал «Советский экран» (март, 1979 года) задаётся вопросом «не „переиграл“ ли здесь Стржельчик, не слишком ли обаятелен его герой—интеллигентный хапуга?» и, утверждая, что «Нет, не переиграл актёр, у него всё продумано заранее, вычислено психологически и социально», приводит размышления самого артиста о его роли:

Я и стремился к тому, чтобы Каретников внушал симпатию. Тем опаснее он. Мне хотелось сказать: задумайтесь, чем он нам симпатичен и почему стал таким? Хотелось предупредить — это мы сами создаём «удобный климат» для таких вот Каретниковых.
Динамизм развития сюжета и почти полное отсутствие идеологических штампов в фильмах Евгения Ташкова отмечается и в современных изданиях. Например, Газета.Ru: 

На «Адъютанте…» стала очевидна важная черта телевизионных работ, сделавшая его мастером на все времена: любой «концепции» и пропаганде Ташков всегда предпочитал интригу, которую неизменно закручивал до предела.
<…> сочетанием свежести и удивительной проницательности взгляда были проникнуты и другие его работы — «Дети Ванюшина» по пьесе Найдёнова, двухчастный фильм «Преступление»